# Nephrurus asper
Espèce
Statut de conservation UICN

 LC  : Préoccupation mineure
Nephrurus asper est une espèce de gecko de la famille des Carphodactylidae.

## Répartition
Cette espèce est endémique d'Australie. Elle se rencontre en Australie-Occidentale, au Territoire du Nord et au Queensland.

## Alimentation
Ce gecko est insectivore et consomme la plupart des insectes de taille adaptée.

## Publication originale
- Günther, 1876 : Descriptions of new species of reptiles from Australia collected by Hr. Dämel for the Godeffroy Museum. Journal des Museum Godeffroy, vol. 5, p. 45-47.